# 350-річчя Конотопської битви (срібна монета)
«350-рі́ччя Коното́пської би́тви» — срібна ювілейна монета номіналом 10 гривень, випущена Національним банком України, присвячена 350-річчю перемоги війська, очолюваного гетьманом України Іваном Виговським, у битві під Конотопом у червні 1659 року.
Монету введено в обіг 19 червня 2009 року. Вона належить до серії «Герої козацької доби».

## Опис монети та характеристики
| Номінал грн. | Метал            | Маса, г      | Діаметр, мм | Якість виготовлення | Гурт                           | Тираж, штук |
| ------------ | ---------------- | ------------ | ----------- | ------------------- | ------------------------------ | ----------- |
| 10           | срібло 925 проби | 31,1 / 33,62 | 38,61       | пруф                | гладкий із заглибленим написом | 8 000       |

### Аверс
На аверсі монети на тлі крила (алегорії перемоги) зображено гетьманські клейноди, козацьку зброю та бандуру, угорі розміщено малий Державний Герб України і напис півколом «НАЦІОНАЛЬНИЙ БАНК УКРАЇНИ», унизу — номінал «10/ГРИВЕНЬ» та рік карбування монети «2009».

### Реверс

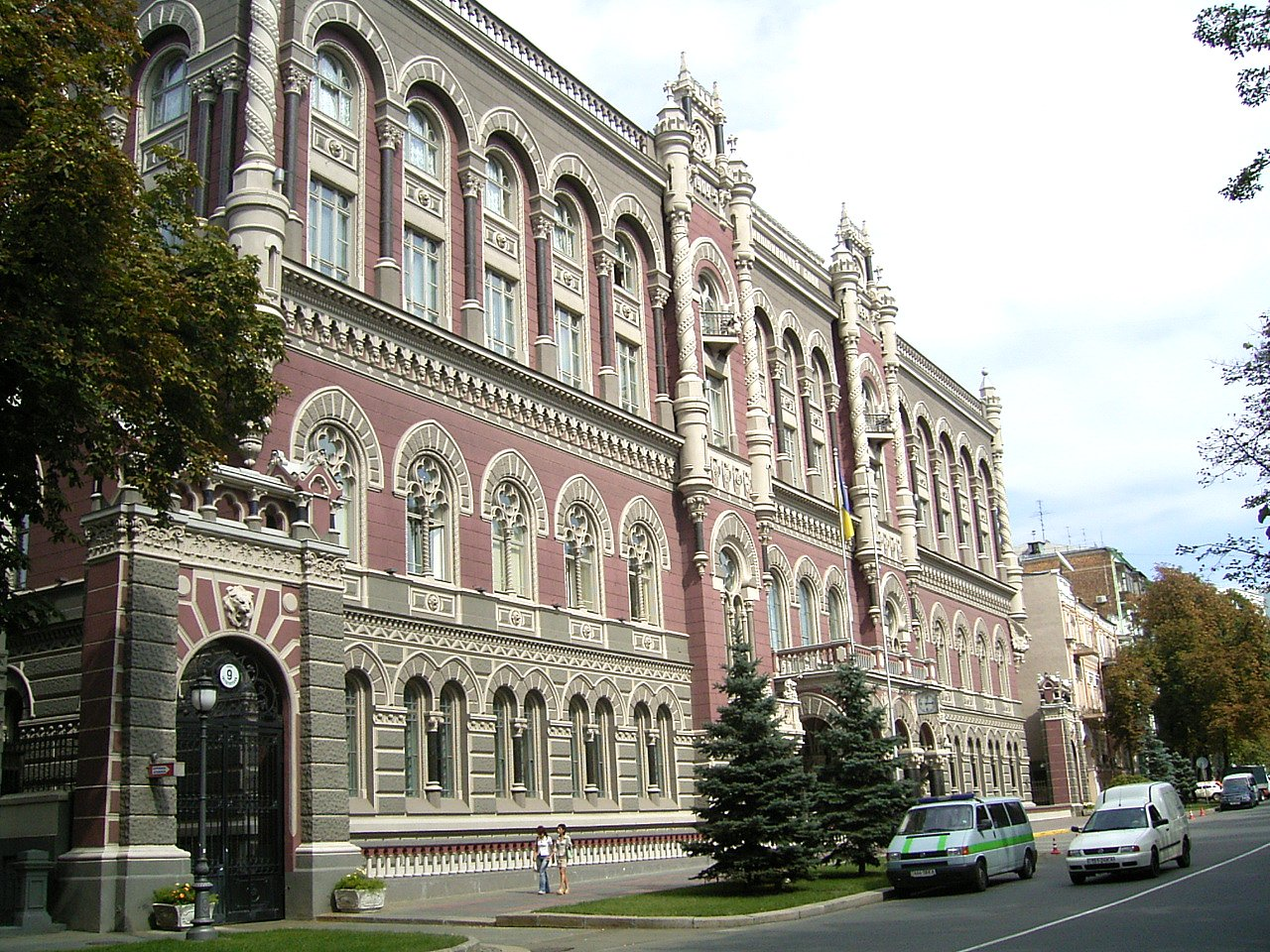
Будівля Національного банку України

На реверсі монети в центрі зображено Івана Виговського на коні з шаблею у руці, позаду якого — козацьке військо (ліворуч), стилізовані абрисні укріплення Конотопу (праворуч), повержені знамена (унизу). Угорі півколом розміщено напис «ПЕРЕМОГА В КОНОТОПСЬКІЙ БИТВІ», нижче у два рядки «350 РОКІВ».

## Автори
- Художники: Кочубей Микола, Таран Володимир, Харук Олександр, Харук Сергій.
- Скульптори: Атаманчук Володимир, Дем'яненко Анатолій.

## Вартість монети
Ціна монети — 493 гривні була вказана на сайті Національного банку України в 2011 році.
Фактична приблизна вартість монети, з роками змінювалася так:
| Рік        | 2010 | 2011 | 2012 | 2013 | 2014 | 2015  | 2016 | 2017 | 2018 | 2019 | 2020 | 2021  | 2022  | 2023  | 2024  | 2025  |
| ---------- | ---- | ---- | ---- | ---- | ---- | ----- | ---- | ---- | ---- | ---- | ---- | ----- | ----- | ----- | ----- | ----- |
| Ціна, грн. | 370  | 450  | 550  | 600  | 420  | 1 000 | 850  | 900  | 780  | 740  | 770  | 1 150 | 1 300 | 1 900 | 2 650 | 2 700 |